# Kolicko
Kolicko (macedónul: Колицко) település Észak-Macedóniában, a Északkeleti körzetben, Kumanovo községben.

## Népesség
| Lakosok száma | 292  | 330  | 353  | 366  | 253  | 139  | 127  | 86   | 34   |
|               | 1948 | 1953 | 1961 | 1971 | 1981 | 1991 | 1994 | 2002 | 2021 |

- 2002-ben 86 lakosa volt, akik közül 83 macedón és 3 szerb.